# Víctor Patricio de Landaluce
Víctor Patricio de Landaluze (Bilbao, Spanyolország, 1830. március 6. – Havanna, Kuba, 1889. június 8.) spanyol születésű festőművész, aki pályafutása döntő részében Kubában alkotott. A costumbrismo legismertebb kubai képviselője, főleg kubai parasztokat (guajiros), földesurakat és rabszolgákat ábrázolt. Tanított a havannai San Alejandro akadémián, később igazgatója volt. Ellenezte Kuba függetlenségét, ez munkásságában is tetten érhető. Ennek ellenére festményei bepillantást nyújtanak a 19. századi kubai társadalom mindennapjaiba. Munkái idealizáltan jelenítik meg a Karib-szigetekre jellemző ültetvényi életstílust.

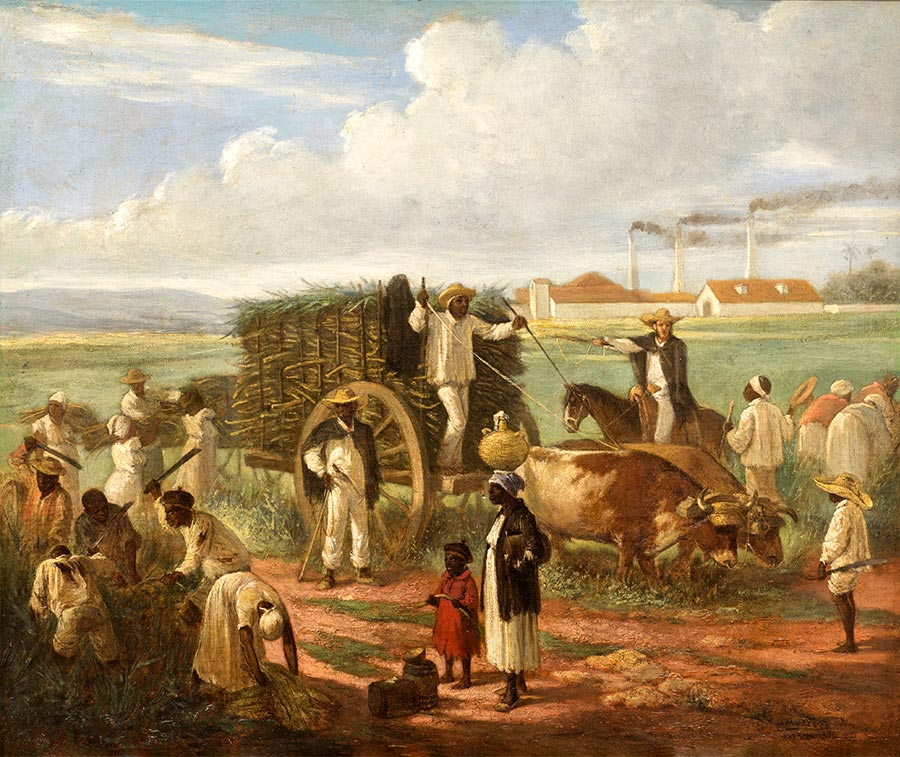
Cutting sugar cane
Oil on canvas,1874

## További információ
- Ades, Dawn. Art in Latin America: the Modern Era, 1820-1980. 1989.
- de Juan, Adelaida. Pintura cubana: Temas y variaciones. 1980.
- Garsd, Marta. "Victor Patricio de Landaluze," in Encyclopedia of Latin American History and Culture. Vol. 3, p. 381.